# Eemnes-Binnen
Eemnes-Binnen was een van de twee stadsdelen van Eemnes, en is tegenwoordig een buurtschap met stadsrecht in de Nederlandse provincie Utrecht. Het andere stadsdeel was Eemnes-Buiten. Eemnes-Binnen bestaat hoofdzakelijk uit boerderijen langs de Wakkerendijk ten zuiden van Eemnes-Buiten. De postcode is 3755.
De naam Eemnes is een samentrekking van Eem (de rivier) en het historische Nederlandse woord nes. De naam wordt al in een oorkonde uit 1269 gebruikt.
Op de plek waar nu Eembrugge ligt ontstond rond 1200 het kerkdorp Ter Eem, vanaf 1347 versterkt met het Huis Ter Eem. Vanuit dit dorp werd de Eemvallei ontgonnen door de bisschop van Utrecht. De expansie werd door het Graafschap Holland ingedamd door een gebied Oost-Holland (Emenesse, het latere Eemnes(-Buiten)) aan te wijzen als nieuwe vestigingsplaats. Emenesse mocht zich afscheiden en kreeg in 1352 stadsrechten. Ook Eembrugge die Westzijde mocht zich in 1352 als Binnendyck (later Eemnes-Binnen) afscheiden en kreeg stadsrechten.